# Арсенал (группа)
«Арсенал» — созданный в 1973 году первый советский джаз-роковый коллектив, основатель — саксофонист Алексей Козлов. С 1999 года выступает в новом составе.

## История
Свою популярность группа начала набирать, подпольно исполняя запрещённую в СССР рок-оперу Иисус Христос — Суперзвезда, которую аранжировал под свой состав Алексей Козлов в 1974 году. Им даже удалось пробраться в Дом радиовещания и звукозаписи в Москве, где они записали несколько фрагментов оперы, которые впоследствии были опубликованы в альбоме «Подпольный Арсенал» (2005). В 1976 г. ансамбль наконец обрёл официальный статус при Калининградской областной филармонии и перестал считаться «подпольным».
Визитной карточкой группы стала пьеса «Ностальгия» с альбома «Второе дыхание», неоднократно переиздававшаяся. Она до сих пор исполняется на концертах «Арсенала».
Писатель и журналист Василий Голованов на страницах журнала «Юность» в марте 1985 года назвал альбом «Своими руками» в числе наиболее значимых отечественных произведений, сумевших «потеснить» англоязычный рок.

## Состав
- Алексей Козлов (альт- и сопрано-саксофон)
- Дмитрий Илугдин (фортепиано, синтезатор)
- Сергей Слободин (безладовая бас-гитара)
- Игорь Бойко (электрогитара — до осени 1999)
- Юрий Семёнов (ударные)

музыканты прошлых составов
- Клавишники — Игорь Саульский, Вячеслав Горский, Александр Беляев, Андрей Виноградов, Андрей Денисов, Михаил Альперин, Вадим Лоткин, Григорий Славин, Георгий Агачев, Вячеслав Сержанов, Дмитрий Илугдин.
- Гитаристы — Вячеслав Корпачев, Виталий Розенберг (также ситар), Игорь Дегтярюк, Андрей Батурин, Виктор Зинчук, Иван Смирнов, Игорь Бойко, Константин Серов, Игорь Кожин, Олег Пластинкин.
- Бас-гитаристы — Сергей Стодольник, Виктор Заикин, Александр Богдановский, Анатолий Бабий, Анатолий Куликов, Сергей Катин, Валентин Лёзов, Евгений Шариков.
- Барабанщики — Сергей Ходнев, Василий Изюмченко, Станислав Коростелев, Валерий Брусиловский, Виктор Сигал, Николай Карсаулидзе, Игорь Джавад-заде, Алексей Гагарин, Аркадий Баклагин, Вано Авалиани, Юрий Семенов.
- Перкуссионисты — Михаил Мошков, Валерий Демин, Сергей Мардоян.
- Саксофонисты — Валерий Кацнельсон, Станислав Григорьев, Симон Ширман, Александр Пищиков (также флейта), Павел Григорьев.
- Трубачи — Евгений Пан, Анатолий Сизонов, Валерий Юдин, Дмитрий Мамохин, Борис Кузнецов.
- Тромбонисты — Вадим Ахметгареев, Валерий Таушан, Александр Горобец.
- Скрипачи — Игорь Осколков, Симон Ширман, Феликс Лахути.
- Баянист — Валентин Лёзов.
- Вокалисты — Мехрдад Бади, Олег Тверитинов, Валерий Венигора, Тамара Квирквелия, Ирина Кравченко, Валерий Каримов, Хью Уинн.

## Дискография
«Арсенал» под управлением Алексея Козлова записал и выпустил несколько долгоиграющих пластинок и компакт-дисков, не считая издания отдельных пьес на сборных пластинках. Автором почти всех пьес, составляющих репертуар группы, является сам Козлов. Кроме пьес Козлова, группа исполняла сочинения других композиторов и музыкантов, как отечественных, так и зарубежных (Евгения Пана, Игоря Саульского, Георгия Гараняна, Вячеслава Горского, Виктора Зинчука, Анатолия Куликова, Сергея Прокофьева, Джона Маклафлина и других).
- 1979 — Арсенал
- 1983 — Своими руками (переиздана в США «East Wind Records»)
- 1985 — Второе дыхание
- 1985 — Спорт и музыка. Пульс-3
- 1989 — Арсенал-5
- 1990 — Арсенал-6
- 1991 — Неизвестный Арсенал
- 2005 — Подпольный Арсенал
- 2005 — Опасная игра
- 2006 — Легенда
- 2010 — Lonely Dandy
- 2010 — Связь времён
- 2011 — Примирение
- 2012 — Third Wind (Третье Дыхание)
- 2013 — «13» (АЛЕКСЕЙ КОЗЛОВ И «АРСЕНАЛ»)
- 2013 — 'MINDSTREAM' (АЛЕКСЕЙ КОЗЛОВ И АРСЕНАЛ)
- 2014 — Переосмысленная классика (А.Козлов и Д.Илугдин)
- 2016 — «Live In Tallinn '74»

- Река времён, инструментальные композиции, 2 CD, композитор Е. Канапьянов.